# Frankie DelRoy
Frankie DelRoy, właśc. Frank De Rosa (ur. 7 listopada 1911 w Filadelfii, zm. 23 kwietnia 1978) – kierowca wyścigowy, mechanik, konstruktor samochodów, oficjel USAC.

## Życiorys
DelRoy urodził się w 1911 roku w Filadelfii, ale wychował się w Paterson. W wieku 19 lat rozpoczął ściganie się. Na początku lat 30. bez większych sukcesów rywalizował na torze Alcyon Speedway w Pitman. Oficjel AAA Norris Friel przekonał DelRoya, że ten mógłby być znacznie lepszym mechanikiem aniżeli kierowcą. W lipcu 1931 roku był mechanikiem towarzyszącym (jeżdżącym) Jimmy'ego Gleasona i załoga ta zajęła drugie miejsce w zawodach w Altoonie. Tę samą funkcję pełnił w zawodach Indianapolis 500 w latach: 1935 (z Louisem Tomeiem, 1936 (z Floydem Robertsem) oraz 1937 (z Billem Cummingsem). W 1937 roku Cummings zdobył pole position do wyścigu.
Mechanik Cummingsa Cotton Henning przekazał DelRoyowi wiedzę na temat silników wyścigowych. W 1937 roku był mechanikiem Jimmy'ego Snydera w Pucharze Vanderbilta. W latach 1939–1940 był szefem mechaników w startującym w Indianapolis 500 zespole Marks. Rok później pracował dla Mauriego Rose'a w zespole Noc-Out Hose Clamp. Zespół ten wygrał wyścig. Przez Rose'a DelRoy poznał kierowcę Teda Horna, z którym podjął współpracę. Horn był mistrzem AAA w latach 1946–1948. Kierowca ten zginął w wypadku w październiku 1948 roku.
DelRoy został następnie szefem mechaników w Indianapolis, najlepszy wynik osiągając w 1951 roku, kiedy to ścigający się samochodem Jima Robbinsa Mike Nazaruk był drugi. W 1953 roku wystawił własny samochód, ale jego kierowca Johnny Thomson odpadł na skutek awarii zapłonu po sześciu okrążeniach. W 1956 roku pomagał rozwijać fabryczny zespół Chevroleta na sezon 1957 wyścigów NASCAR. Później został prezesem komitetu technicznego USAC. Zginął wraz z siedmioma innymi czołowymi oficjelami USAC w wypadku lotniczym w 1978 roku.